# Sói hang
Chó sói hang (Canis lupus spelaeus) là một phân loài chó sói đã bị tuyệt chủng, sống trong kỷ băng hà thế Pleistocene muộn. Nó từng sinh sống ở khu vực ngày nay là Tây Âu. Chó sói Don (C. l. Brevis) có nguồn gốc từ Đông Âu được coi là một danh pháp đồng nghĩa dùng để chỉ một phân loài từng sống trên khắp châu Âu.

## Phân loại
Sói hang được Georg August Goldfuss mô tả lần đầu tiên vào năm 1823 dựa trên hộp sọ chó sói được tìm thấy trong hang Zoolithen nằm ở Gailenreuth, Bavaria, Đức. Khoảng thời gian đầu đến giữa thế Pleistocene muộn, những con sói có kích thước lớn này đã sinh sống trên khắp vùng lãnh thổ châu Âu. Chúng chưa được nghiên cứu ở bất kỳ mức độ chuyên sâu nào, và mối quan hệ của chúng với những loài sói hiện đại chưa được nghiên cứu rõ bằng cách sử dụng DNA.
Tất cả các loài thú săn mồi ở châu Âu bắt đầu tuyệt chủng, trong đó có loạt các động vật kích cỡ khổng lồ sống trong thế Pleistocene khi điều kiện trở nên lạnh hơn trong thời kỳ cực đại băng hà khoảng 23.000 năm trước. Những con sói hang sống sót cuối cùng đã sử dụng các nhánh phụ của các hang động để bảo vệ chó sói con của chúng khỏi điều kiện khí hậu lạnh giá. Trong thời gian này, sói hang dần dần bị thay thế bằng một loại sói có kích thước nhỏ hơn, sau đó dần đi vào tuyệt chủng giống như tuần lộc và cuối cùng bị thay thế bằng sói châu Âu sinh sống trong thời kỳ ấm áp thuộc thế Holocene - Canoc lupus lupus.
Vào năm 2009, một nghiên cứu về tàn tích hóa thạch của chó Paleolithic và những loài chó sói sinh sống trong thế Pleistocene đã phát hiện ra rằng 5 mẫu vật sói từ Trou Baileux và Trou des Nutons - Bỉ, Mezine, Ukraine và Yakutia, Siberia có chiều rộng mõm lớn hơn so với những con sói gần đây. Một xu hướng tương tự đã được phát hiện ở loài sói hóa thạch Đông Beringia ở Bắc Mỹ.